# Championnat du Rwanda de football 2006
Navigation
Saison précédente Saison suivante
La saison 2006 du Championnat du Rwanda de football est la cinquante-cinquième édition du championnat de première division au Rwanda. Les quatorze meilleures équipes du pays sont regroupées au sein d’une poule unique où ils s’affrontent deux fois au cours de la saison, à domicile et à l’extérieur. En fin de saison, les deux derniers du classement sont relégués et remplacés par les deux meilleurs clubs de deuxième division.
C'est l'APR FC, tenant du titre, qui est à nouveau sacré cette saison après avoir terminé en tête du classement final, avec un seul point d’avance sur l’un des promus, ATRACO FC et quatre sur Rayon Sports FC. Il s’agit du huitième titre de champion du Rwanda de l’histoire du club.
À la suite du retrait du club de Renaissance FC avant le début de la saison, le club de Flash FC est repêché et peut prendre part à la compétition cette saison.

## Qualifications continentales
Le champion du Rwanda se qualifie pour la Ligue des champions de la CAF 2007 tandis que le vainqueur de la coupe nationale obtient son billet pour la Coupe de la confédération 2007. Deux places sont également attribuées pour participer à la Coupe Kagame inter-club 2007.

## Les clubs participants
| - APR FC - Rayon Sports FC - Police FC - Kiyovu Sports Association - Mukura Victory Sports FC - AS Kigali - Zèbres FC | - La Jeunesse FC - KIST FC - Etincelles FC - Marines FC - Flash FC - ATRACO Football Club - Promu de D2 - Kibuye FC - Promu de D2 |

## Compétition
Le barème utilisé pour établir le classement est le suivant :
- Victoire : 3 points
- Match nul : 1 point
- Défaite : 0 point

### Classement
| Rang | Équipe                    | Pts | J  | G  | N  | P  | Bp | Bc | Diff |
| ---- | ------------------------- | --- | -- | -- | -- | -- | -- | -- | ---- |
| 1    | APR FC T'C'               | 62  | 26 | 19 | 5  | 2  | 50 | 12 | +38  |
| 2    | ATRACO Football ClubP     | 61  | 26 | 19 | 4  | 3  | 39 | 14 | +25  |
| 3    | Rayon Sports FC           | 58  | 26 | 17 | 7  | 2  | 43 | 14 | +29  |
| 4    | Kiyovu Sports Association | 44  | 26 | 11 | 11 | 4  | 33 | 18 | +15  |
| 5    | Police FC                 | 35  | 26 | 9  | 8  | 9  | 26 | 24 | +2   |
| 6    | AS Kigali                 | 34  | 26 | 8  | 10 | 8  | 27 | 26 | +1   |
| 7    | Kibuye FCP                | 32  | 26 | 7  | 11 | 8  | 21 | 28 | -7   |
| 8    | Mukura Victory Sports FC  | 31  | 26 | 7  | 10 | 9  | 25 | 23 | +2   |
| 9    | Marines FC                | 28  | 26 | 8  | 4  | 14 | 25 | 38 | -13  |
| 10   | KIST FC                   | 26  | 26 | 6  | 8  | 12 | 24 | 36 | -12  |
| 11   | Zèbres FC                 | 23  | 26 | 6  | 5  | 15 | 14 | 35 | -21  |
| 12   | La Jeunesse FC            | 22  | 26 | 4  | 10 | 12 | 20 | 30 | -10  |
| 13   | Etincelles FC             | 22  | 26 | 6  | 4  | 16 | 19 | 38 | -19  |
| 14   | Flash FC                  | 17  | 26 | 4  | 5  | 17 | 18 | 48 | -30  |

|  | Qualification pour la Ligue des champions de la CAF 2007 et la Coupe Kagame inter-club 2007 |
|  | Qualification pour la Coupe de la confédération 2007 et la Coupe Kagame inter-club 2007     |
|  | Relégation directe en deuxième division                                                     |
|  | Retrait de la compétition en fin de saison                                                  |
|  | T : Tenant du titre C : Vainqueur de la Coupe du Rwanda P : Promu de D2                     |

## Bilan de la saison
| Championnat du Rwanda de football 2006 |                        |
| Champion                               | APR FC (8e titre)      |
| Coupes et trophées                     |                        |
| Vainqueur de la Coupe du Rwanda 2006   | APR FC                 |
| Qualifications continentales           |                        |
| Ligue des champions de la CAF 2007     | APR FC                 |
| Coupe de la confédération 2007         | ATRACO Football Club   |
| Coupe Kagame inter-club 2007           | APR FC                 |
| Coupe Kagame inter-club 2007           | ATRACO Football Club   |
| Promotions et relégations              |                        |
| Promus en Première division            | Espoir FC              |
| Promus en Première division            | Umuraybo Football Club |
| Relégués en Deuxième division          | Flash FC               |
| Relégués en Deuxième division          | KIST FC                |